# Eucynortoides
Eucynortoides is een geslacht van hooiwagens uit de familie Cosmetidae.
De wetenschappelijke naam Eucynortoides is voor het eerst geldig gepubliceerd door Roewer in 1912. 

## Soorten
Eucynortoides omvat de volgende 5 soorten:
- Eucynortoides albicans
- Eucynortoides antillarum
- Eucynortoides brasiliensis
- Eucynortoides maculatus
- Eucynortoides parvulus